# Delfo Cabrera
Delfo Cabrera Gómez, né le 2 avril 1919 à Armstrong, province de Santa Fe, et mort le 2 août 1981 à Buenos Aires, est un athlète argentin, vainqueur du marathon des Jeux olympiques de 1948 à Londres.

## Biographie
Delfo Cabrera décide de pratiquer l'athlétisme après avoir suivi les exploits de son compatriote Juan Carlos Zabala, vainqueur du marathon des Jeux olympiques de 1932. En 1938, il quitte sa Province de Santa Fe pour s'entraîner à Buenos Aires, auprès de Francisco Mura, remportant dès l'année de leur collaboration le titre national du 5 000 m. Incorporé dans l'armée argentine durant la Seconde Guerre mondiale, Cabrera fait la connaissance de Juan Perón avec qui il liera une amitié après la guerre. 
Il dispute son premier marathon lors des Jeux olympiques de Londres en 1948. Devancé de plus d'une minute par le Belge Étienne Gailly au vingtième kilomètre, Delfo Cabrera parvient à rattraper son retard en fin de course. A l'entrée du Stade de Wembley, l'Argentin dépasse Gailly, victime d'une défaillance physique, et franchit seul en tête la ligne d'arrivée en 2 h 34 min 51 s, devançant finalement le Britannique Thomas Richards et Étienne Gailly.
En 1951, Cabrera décroche la médaille d'or des Jeux panaméricains de Buenos-Aires, et participe l'année suivante aux Jeux olympiques d'Helsinki, se classant à la sixième place du marathon.
Delfo Cabrera décède en 1981 lors d'un accident de voiture près de Buenos Aires.

## Palmarès

### Jeux olympiques
- Jeux olympiques d'été de 1948 à Londres :
  -  Médaille d'or du marathon

### Jeux panaméricains
- Jeux panaméricains de 1951 à Buenos Aires :
  -  Médaille d'or du marathon

### Championnats d'Amérique du Sud
- Championnats d'athlétisme de 1941 à Buenos Aires :
  -  Médaille de bronze au 3000 mètres

- Championnats d'athlétisme de 1943 à Santiago du Chili :
  -  Médaille de bronze au 3000 mètres
  -  Médaille de bronze au 5000 mètres
  -  Médaille de bronze au 10000 mètres

- Championnats d'athlétisme de 1945 à Montevideo :
  -  Médaille de bronze au 3000 mètres